# Рижский киномузей
Рижский киномузей (латыш. Rīgas Kino muzejs) — единственный в Латвии музей, посвящённый искусству кино. Госучреждение, финансируемое Министерством культуры Латвии.
Был открыт в 1988 году, ныне располагается в исторически значимом здании бывшего средневекового амбара в историческом районе Старый город.

## История
Идея создания музея кино в Риге возникла в среде творческих работников на проведении традиционного рижского кинофорума «День кино» в 1986 году. Хлопоты по согласованию и утверждению документов, необходимых для создания музея, взяли на себя Аугустс Сукутс, Инга Перконе-Редович и Юрий Цивьян. Им удалось в достаточно неблагоприятных условиях добиться создания музея под патронажем Союза кинематографистов СССР.
После провозглашения независимости Латвии, музей несколько раз менял свой юридический статус. Некоторое время был структурной единицей Латвийского национального киноцентра, с 2010 года является одним из подразделений Латвийской академии культуры.
Располагая небольшой площадью, не имея постоянной экспозиции, музей представляет посетителям тематические выставки. Начиная с 1994 года их проведение становится регулярным. На протяжении своей, не такой большой истории, музей поменял несколько мест дислокации. Он располагался в помещениях Рижского видеоцентра, архива кино и фотодокументов, Рижской киностудии, в здании бывшего музея нелегальной революционной печати на улице Краславас.
В фондах Рижского киномузея находятся более тридцати двух тысяч единиц хранения. Сотрудниками музея проводится деятельность по сохранению и пропаганде творческого наследия мастеров национального и международного киноискусства. Коллекция документов, фотографий и эскизов костюмов используется для нужд студентов, предоставляется по необходимости представителям средств массовой информации и заинтересованным людям.

## Музейные выставки
- Мистерия Яниса Стрейча
- Запретное время Роланда Калниньша
- Феномен движения
- Рижский мальчик Сергей Эйзенштейн

## Руководство музея
- Главный хранитель музея — Лайма Минценофа

## Адрес
- Рига, ул. Пейтавас, 10/12 (Rīga, Peitavas 10/12, LV-1050).